# 古斯塔沃·亞居瑞
古斯塔沃·亞居瑞（Gustavo Aguerre，1953年—），出生於阿根廷布宜諾斯艾利斯，是位藝術家、劇場設計師。在1974年至1976年期間，亞居瑞離開阿根廷、前往德國，並就讀於慕尼黑藝術學院。
1992年，亞居瑞與妻子英葛瑞·福克合作組成了藝術團體FA+，與其中的藝術家尼可拉·潘力葛尼、歐藤納拉·莫席林、丹尼爾·維特與雷尼·李一起工作。

## 相關網站
- 古斯塔沃·亞居瑞的攝影作品